# Communauté de communes du Hattgau et environs
La Communauté de communes du Hattgau est une ancienne intercommunalité qui composait le Pays de l'Alsace du Nord située dans le département du Bas-Rhin et la région Alsace ; elle comptait 6 communes membres.

## Historique
La communauté de communes du Hattgau a été créée le 1er janvier 2002.
Le 1er janvier 2014, elle fusionne avec sa voisine du Soultzerland pour former la Communauté de communes de l'Outre-Forêt

## Composition
- Aschbach (2 délégués)
- Betschdorf (7 délégués)
- Hatten (4 délégués)
- Oberrœdern (2 délégués)
- Rittershoffen (3 délégués)
- Stundwiller (2 délégués)

## Administration
La communauté du Hattgau avait son siège à Hatten. Son dernier président est Pierre Staller, 3e adjoint au maire de Hatten. Monsieur Switaj David, Directeur Général des Services depuis la création de l'EPCI le 4 février 2002.